# Podarke minuta
Podarke minuta är en ringmaskart som beskrevs av Hartmann-Schröder 1959. Podarke minuta ingår i släktet Podarke och familjen Hesionidae. Inga underarter finns listade i Catalogue of Life.